# Ordobrevia reflexicollis
Ordobrevia reflexicollis is een keversoort uit de familie beekkevers (Elmidae). De wetenschappelijke naam van de soort werd in 1940 gepubliceerd door Hermann Bollow.